# Södra kyrkogården, Nacka kommun
För andra betydelser, se Södra kyrkogården.

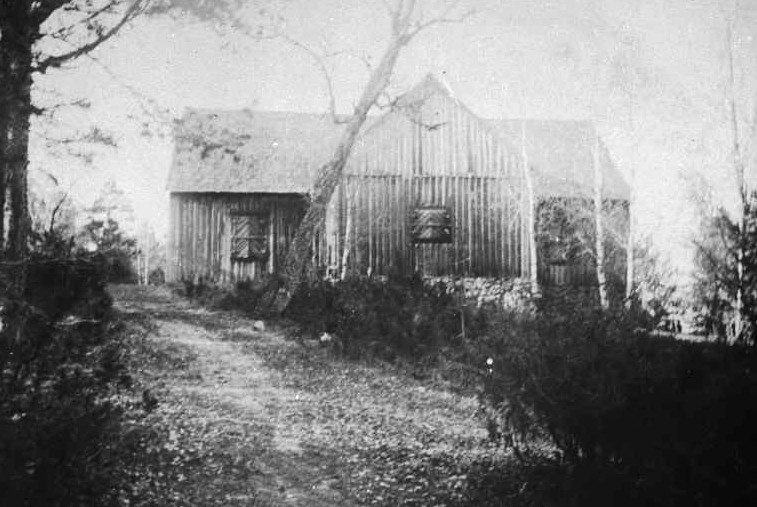
Nacka kapell 1894

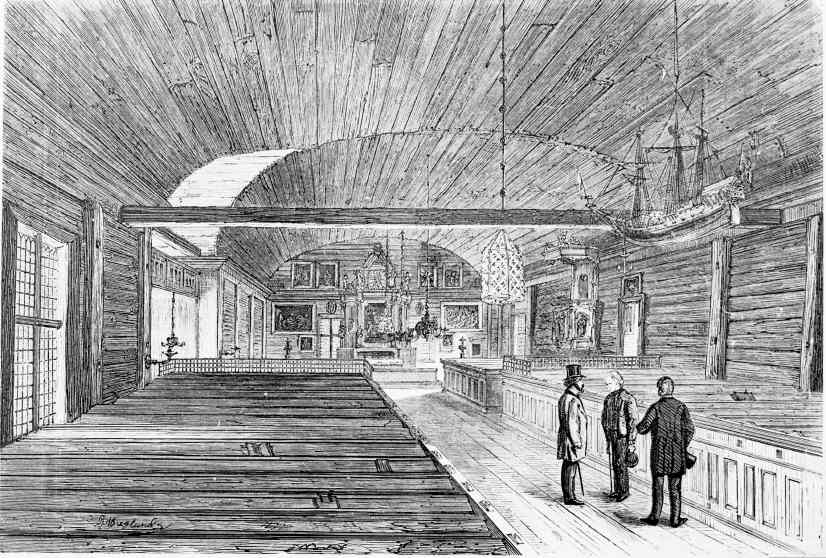
Interiör från Nacka kapell

Södra kyrkogården är en gammal begravningsplats i Nacka församling (ursprungligen i Nacka kapellförsamling).

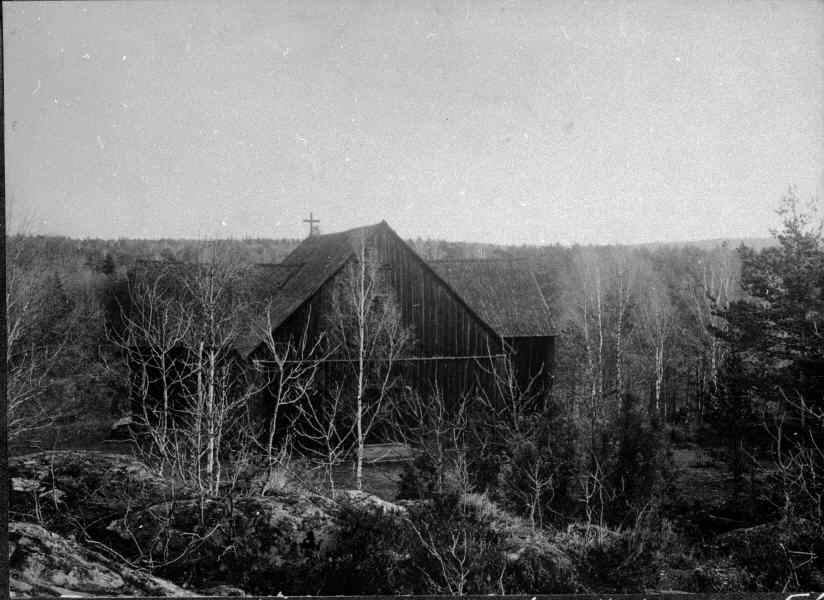
Nacka kapell innan det revs på 1890-talet

Södra kyrkogården är belägen på en skogssluttning vid Ältavägen intill Dammtorpssjöns norra spets. Kyrkogården är församlingens äldsta och minsta kyrkogård och dateras tillbaka till 1642. Ända in på 1960-talet uppläts här nya gravar. Numera sker endast gravsättningar i redan befintliga äldre familjegravar. 

## Historik
År 1642 uppfördes på detta område den äldsta kyrkobyggnaden i Nacka. Det var ett litet, enkelt träkapell för de familjer som arbetade vid bruken längs ån mellan Dammtorpssjön och Järlasjön. Kapellet revs på 1690-talet och ersattes år 1697 med ett nytt kapell. Detta stod kvar till 1902 då det plockades ned och såldes. Kvar finns ett nyare gråvitt målat träkapell från 1899 och en klockstapel från 1896 klädd med kopparplåt och kyrkspån. Inuti träkapellet finns en tavla med texten "År 1899 den 30 april invigdes detta kapell af Pastor Alexis Engdahl som väckt förslaget, själf gjort ritningarna och ledt alla arbeten".  
Nacka kyrka invigdes 1891 och ersatte då det träkapellet från 1697, men därifrån hämtades bland annat predikstolen från 1600-talet.  
Mitt på kyrkogården står Friedrich Neumüllers ståtliga familjegrav, utformad som ett litet kapell med trappgavel i sten. Även hans sons, Otto Emil Neumüllers familjegrav finns här. Neumüller härstammade från Tyskland och var grundare till Neumüllers Bryggeri på Södermalm i Stockholm. Han ägde även närbelägna Nacka gård. På kyrkogården finns några gravplatser för släkten af Petersens som sedan 1760-talet äger godset Erstavik.

## Kyrkogården år 2009

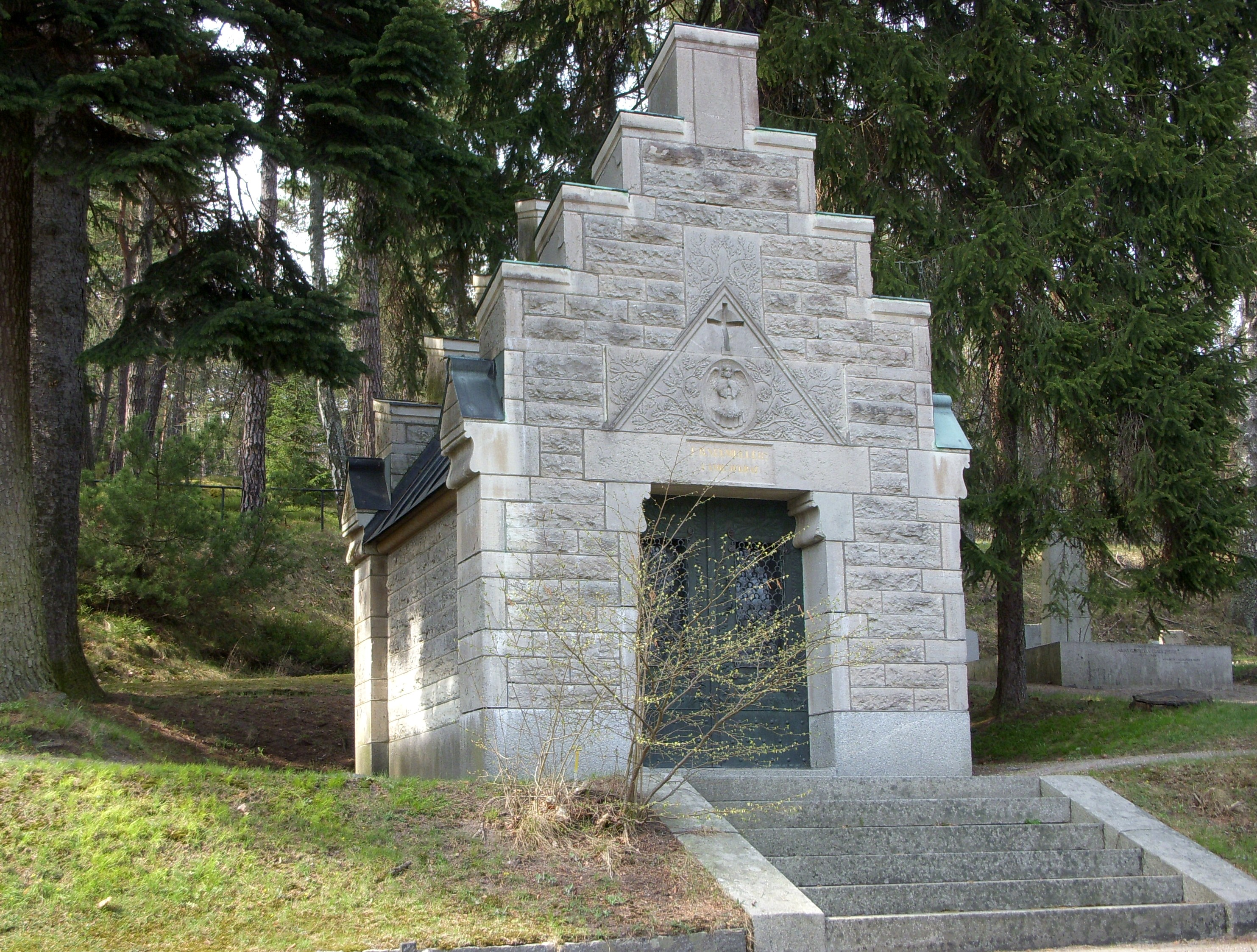
Friedrich Neumüllers familjegrav
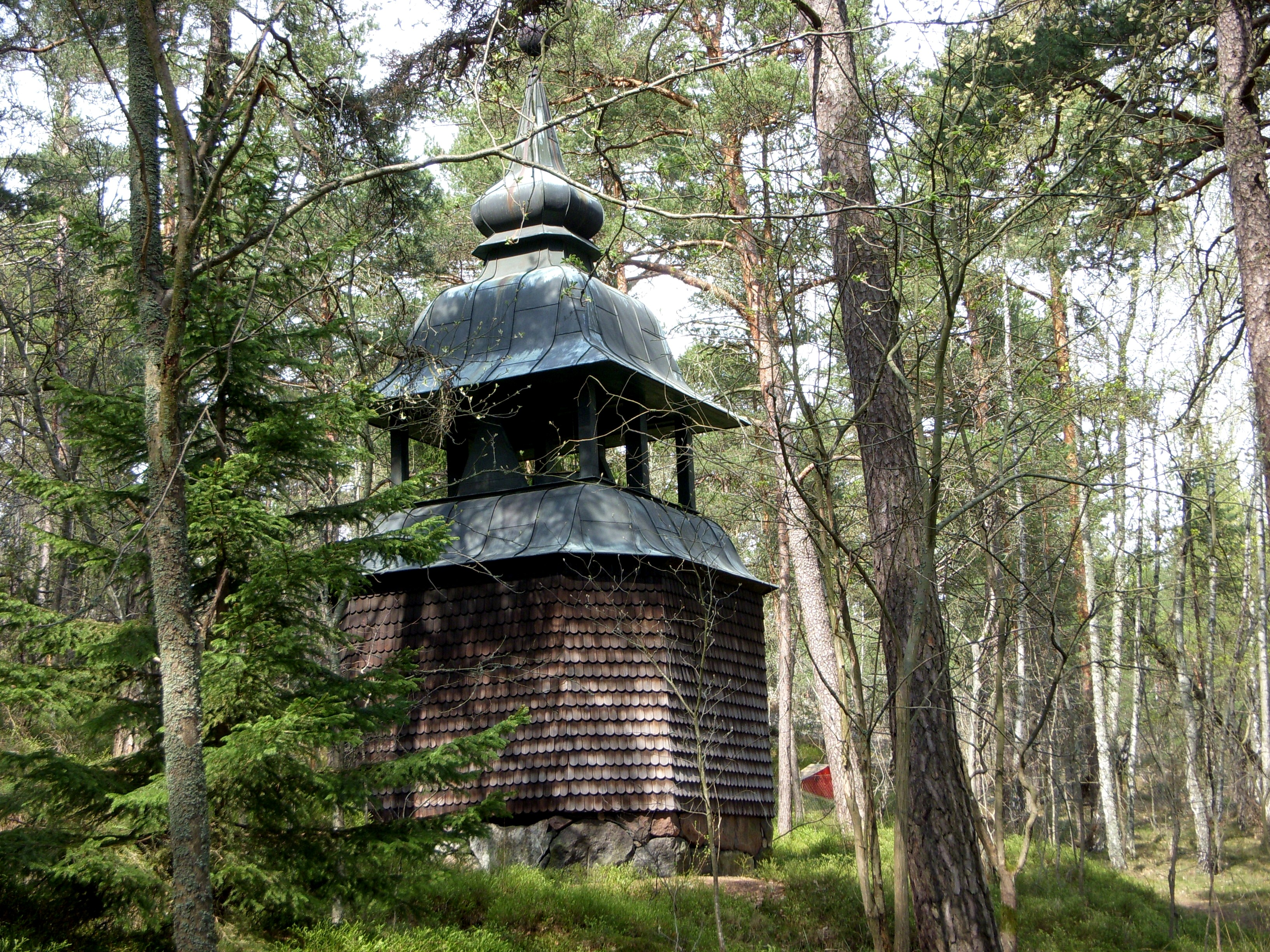
Klockstapeln
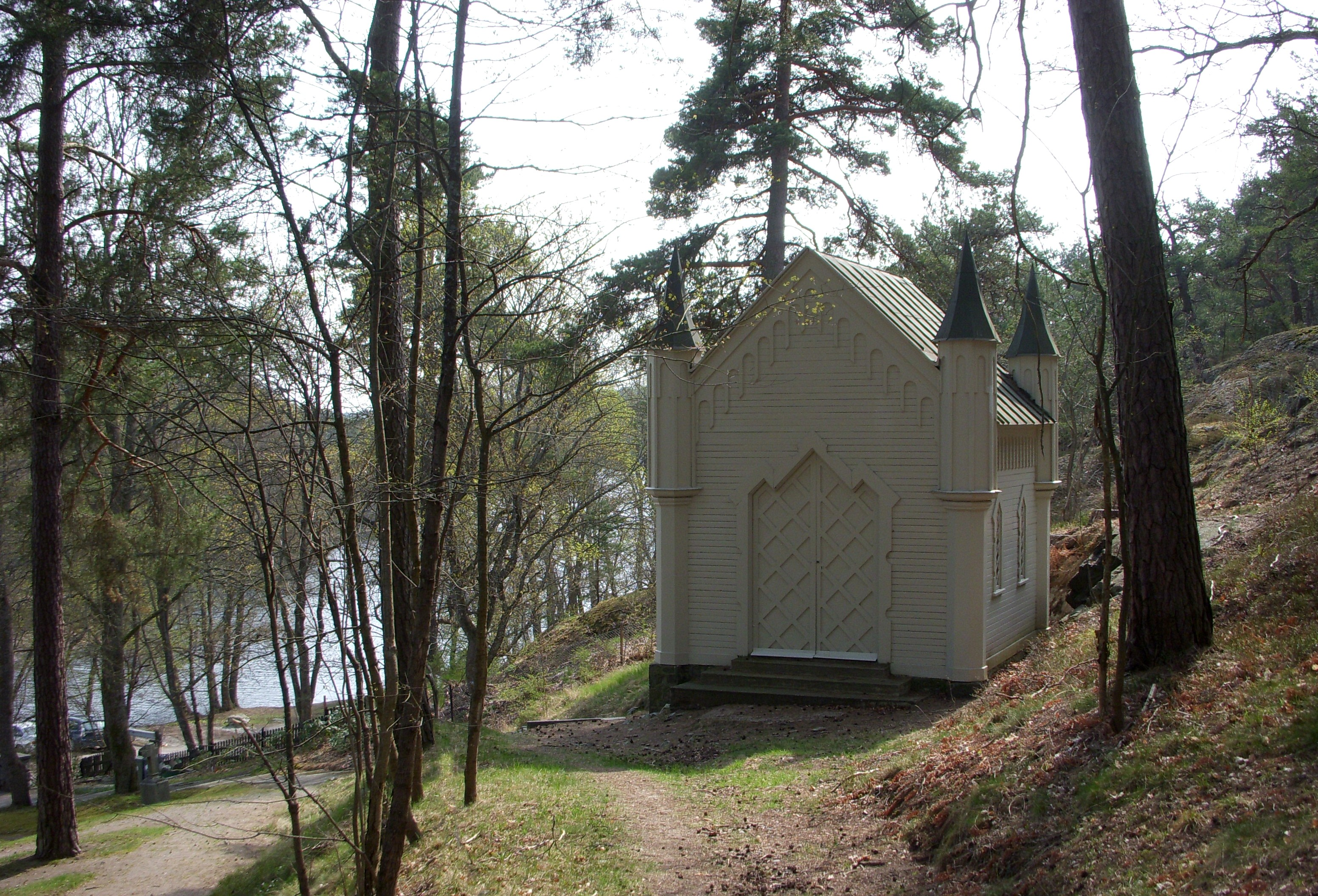
Träkapellet och Dammtorpssjön
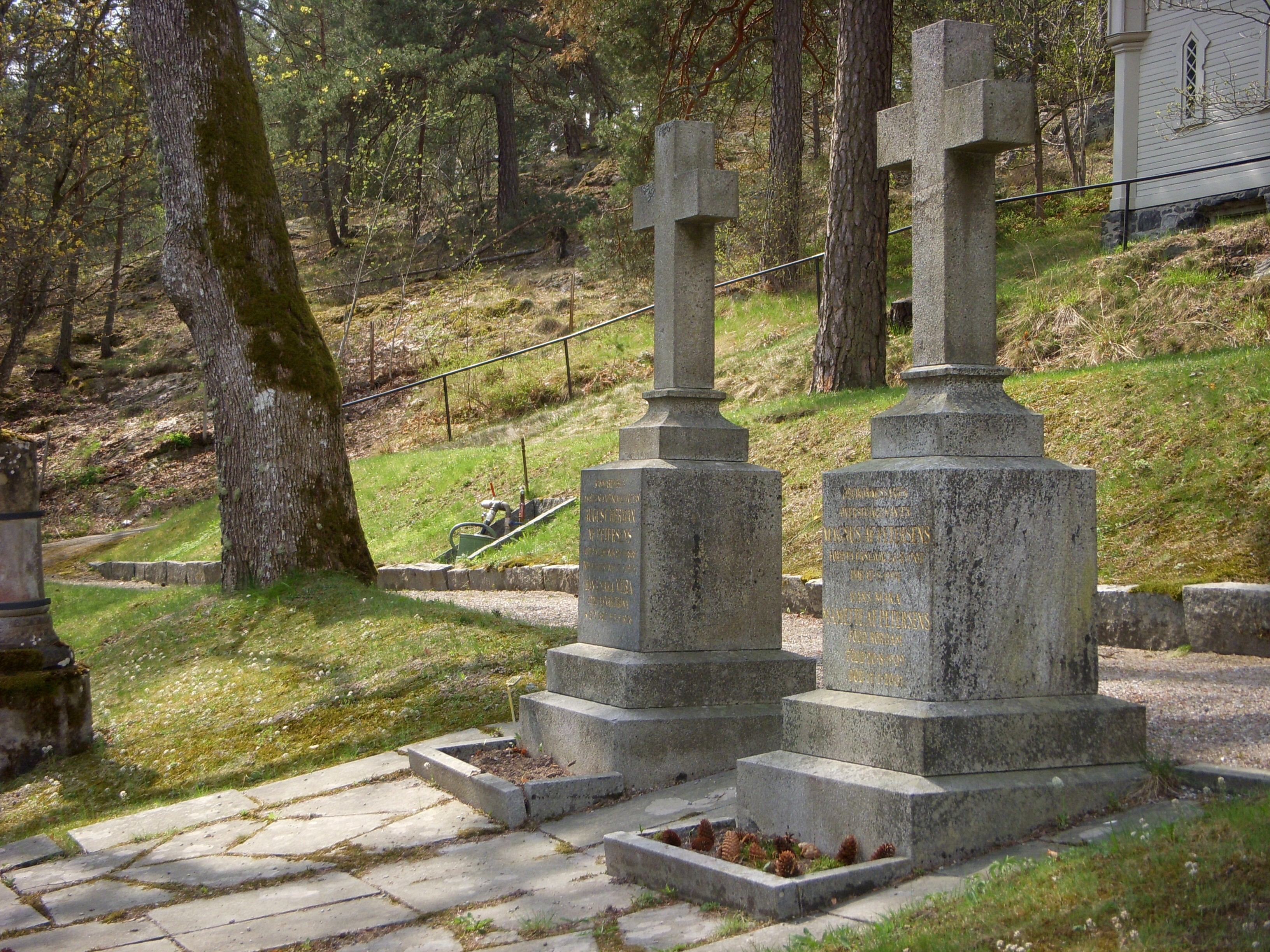
A.H. af Petersens familjegrav